# Labiba Hashim
Labiba Hashim (en arabe لبيبة هاشم), née en 1882 à Beyrouth, morte en 1952, est une journaliste et romancière libanaise, qui écrivait en langue arabe à l'intention des femmes. Elle a fondé au Caire en 1906 le magazine Fatat al-sharq (Fille de l'Est), l'un des premiers magazines féminins du monde arabe.

## Biographie

### Jeunesse et formation
Labiba Hashim naît en 1882 à Beyrouth au Liban. Elle effectue ses études à l'école des Sœurs de l'Amour puis à l'école missionnaire anglaise dans son pays. En 1898, à seize ans, elle publie Hasanat al-hubb (Les Mérites de l'amour), qu'elle décrit elle-même comme « un conte littéraire et une exhortation économique ».

### Romancière, journaliste, enseignante
En 1900, Labiba Hashim s'installe au Caire en Égypte, où elle rencontre le groupe d'écrivains et de penseurs de Warda al-Yaziji. Elle apprend beaucoup sur la littérature arabe d'Ibrahim al-Yazigi, et en 1904, elle publie le roman Qalb al-rejul (Un Cœur d'homme) un conte romantique mettant en vedette une fille égyptienne d'origine syrienne.
En 1906, elle fonde le magazine Fatat al-sharq (Fille de l'Est), l'un des premiers magazines féminins du monde arabe. Elle ouvre un bureau au Caire qui emploie un certain nombre de femmes journalistes indépendantes, éditrices et compositrices. En 1911, elle devient la première femme arabe à être nommée chargée de cours à l'université égyptienne du Caire. Elle est à Damas en 1919, lorsque le roi Fayçal Ier la nomme inspectrice générale des écoles de femmes de Damas, elle y est encore une fois la première femme nommée à un tel poste.
En raison du conflit, Labiba Hashim retourne en Égypte, puis en 1921, elle émigre au Chili, d'où elle commence à publier pour le magazine al-Sharq wa-al-gharb. En 1942, elle retourne encore en Égypte et y reprend son travail pour Fatat al-sharq le magazine qu'elle avait fondé. Elle est l'autrice du Kitab al-tarbiya (Le livre de l'éducation), un ouvrage sur ses enseignements et sur les différences dans l'éducation entre les sexes.